# (4845) Tsubetsu
(4845) Tsubetsu es un asteroide perteneciente al cinturón de asteroides, descubierto el 5 de marzo de 1991 por Kin Endate y el también astrónomo Kazuro Watanabe desde el Observatorio de Kitami, Hokkaidō, Japón.

## Designación y nombre
Designado provisionalmente como 1991 EC1. Fue nombrado Tsubetsu en homenaje al pueblo llamado Tsubetsu ubicado al este de Hokkaido y con una población de menos de 9000 habitantes. Allí pasó su infancia entre los años 1966 y 1972 Kin Endate.

## Características orbitales
Tsubetsu está situado a una distancia media del Sol de 2,400 ua, pudiendo alejarse hasta 2,562 ua y acercarse hasta 2,238 ua. Su excentricidad es 0,067 y la inclinación orbital 7,581 grados. Emplea 1358 días en completar una órbita alrededor del Sol.

## Características físicas
La magnitud absoluta de Tsubetsu es 13,1. Tiene 7,847 km de diámetro y su albedo se estima en 0,14. Está asignado al tipo espectral X según la clasificación SMASSII.